# Simpatico (The Charlatans)
Simpatico è il nono album in studio del gruppo musicale alternative rock britannico The Charlatans, pubblicato nel 2006.

## Tracce
1. Blackened Blue Eyes – 4:19
2. NYC (There's No Need to Stop) – 3:32
3. For Your Entertainment – 3:58
4. Dead Man's Eye – 4:21
5. Muddy Ground – 4:00
6. City of the Dead – 4:02
7. Road to Paradise – 4:32
8. When the Lights Go Out in London – 4:20
9. The Architect – 4:10
10. Glory Glory – 3:31
11. Sunset & Vine – 3:45

## Formazione
- Tim Burgess - voce, armonica, melodica
- Mark Collins - chitarre
- Tony Rogers - tastiere, cori
- Martin Blunt - basso
- Jon Brookes - batteria
- Ged Lynch - percussioni